# Великий Лес (Минск)
Великий Лес (бел. Вялiкi Лес) — микрорайон Минска, расположенный на 8-м км трассы Минск — Москва. Включает в себя Великий Лес — 1, Великий Лес — 2, Великий Лес — 3, Великий Лес — 5, Великий Лес — 6, Великий Лес — 7. Строительное название — Восточный.

## Расположение
Расположен в северо-восточной части Минска. Рядом с крупным микрорайоном Уручье, находящимся с северо-запада, и деревней Колодищи, находящейся с востока. Также с юго-востока от микрорайона находится железнодорожная станция Озерище.

## История
Основан предположительно в 1920-х годах. Вначале состоял из одной улицы Пономарёва. До 1998 года имел статус ЗВГ (Закрытый военный городок).

## Основные улицы
- 50 лет Победы
- Рогачёвская
- Садовая
- Беляева
- Почтовая
- Водолажского
- Пономарёва
- Героев 120-й дивизии
- Курсанта Гвишиани
- Основателей

## Инфраструктура
В микрорайоне расположено 13 продовольственных магазинов, аптеки, 3 средних школ, 3 детских сада, 2 кафе и заведение "Terra Pizza", 2 отделения Беларусбанка, Идёт строительство Торгового Центра, имеется Дворец спорта "Уручье"

### Транспорт
Автобусы:
1. 63Д — ДС «Уручье-2» — Фогеля
2. 80 — ДС «Карбышева» — Великий Лес
3. 99 — ДС «Уручье-4» — Военная Академия.
4. 139 — ДС «Калиновского» — Танковая.
5. 153 — Танковая — ст. м. «Уручье».
6. 153д — ст. м. «Уручье» — Танковая.
7. 86 — Сухорукие — Копище
8. 167 — Колодищи — ДС «Уручье 2»
9. 31 — 2-е Ворота — ДС Уручье -2
10. 194с — Праменистая — ДС Уручье-2
11. 155 — ДС Уручье-4 — Городецкая

Маршрутные такси:
- 1002 «Виталюр - ТЦ "Ждановичи"»
- 1455 «Чертяж — Великий лес»
- Метро: Перспективная станция метро — «Смоленская»

## Население
Население Микрорайона состоит преимущественно из гражданского населения.

## Застройка
Микрорайон застроен 5, 9, 12, 16, 19 этажными домами. В квартале Великий Лес-1 преобладают 5 и 9 этажные дома. Великий Лес-2 застроен в основном 9 и 12 этажными домами. Великий Лес-3 и Великий Лес-7 застроены 19 и 12 этажными домами. Великий Лес-5 застроен исключительно 9-10 этажными домами и имеются три 19 этажных дома. Великий Лес-6 застроен 16 и 19 этажными домами. В настоящее время ведется строительство нового 16-ти этажный многоквартирный дом

### Застройка в настоящее время
Ведется строительство жилого дома на пересечении улиц Героев 120-й Дивизии и Основателей. На улице Курсанта Гвишиани идёт строительство Поликлиники. Планируется уплотнить застройку микрорайона Великий Лес-3.

## Военные объекты
В данный момент в городке располагается 120-я отдельная гвардейская механизированная Рогачёвская Краснознаменная орденов Суворова и Кутузова бригада имени Верховного совета Белорусской ССР, также полк внутренних войск Министерства внутренних дел Республики Беларусь. Имеются многочисленные хранилища военной техники, оставшиеся после распада СССР.